# Jonathan Toto
Jonathan Toto (* 30. März 1990 in Colombes) ist ein ehemaliger französisch-kamerunischer Fußballspieler.

## Karriere
Jonathan Toto stand bis Ende 2009 beim FC Metz im französischen Metz unter Vertrag. Hier spielte er für die zweite Mannschaft. Im Januar 2010 wechselte er für ein halbes Jahr nach Kamerun zu Canon Yaoundé nach Yaoundé. Am 1. Juli 2010 unterschrieb er einen Vertrag beim italienischen Verein AC Legnano. Der Verein aus Legnano spielte in der vierten italienischen Liga. Am 16. Juli 2010 wurde der Verein vom italienischen Verband aus dieser ausgeschlossen und musste nun in den Amateurligen antreten. Nach dem Ausschluss verließ er den Verein und schloss sich in Schottland den Greenock Morton an. Mit dem Verein spielte er viermal in der zweiten schottischen Liga. Vom 1. Dezember 2010 bis Ende Februar 2011 war er vertrags- und vereinslos. Am 1. März 2011 unterschrieb er einen Vertrag beim Étoile FC in Singapur. Der Verein, der hauptsächlich aus französischen Spielern bestand, spielte in der ersten singapurischen Liga, der S. League. Für Étoile absolvierte er 24 Erstligaspiele und schoss dabei zwölf Tore. Nach der Saison wechselte er zum Ligakonkurrenten Young Lions. Die Young Lions sind eine 2002 gegründete U23-Mannschaft. In der Elf spielen U23-Nationalspieler und auch Perspektivspieler. Ihnen soll die Möglichkeit gegeben werden, Spielpraxis in der ersten Liga zu sammeln. Für die Lions stand er 20-mal in der ersten Liga auf dem Spielfeld. Im Januar 2013 ging er wieder nach Europa. Hier verpflichtete ihn der griechische Klub Doxa Dramas. Mit Doxa spielte er 15-mal in der zweiten griechischen Liga.
Am 1. Juli 2013 beendete er seine aktive Karriere als Fußballspieler. Nach verschiedenen Stationen unter anderem bei Sodexo und Moët Hennessy, dem für Wein und Spirituosen zuständigen Geschäftsbereich von LVMH, startete er 2020 parallel zu seinem Einstieg bei der Sportleragentur Rookbook eine Ausbildung zum Spielervermittler an der École des Agents de Joueurs de Football in Neuilly-sur-Seine.